# Jeppe Aakjær
Jeppe Aakjær (ur. 10 września 1866 w Aakjær, zm. 22 kwietnia 1930 w Jenle) - dziennikarz, poeta i pisarz duński, przedstawiciel realizmu jutlandzkiego. 

## Życiorys
Jeden z najpopularniejszych duńskich twórców przełomu XIX i XX w. Początkowo pracował jako dziennikarz, m.in. w gazecie "Politiken". Debiutował zbiorem opowiadań Bondens søn ("Chłopski syn") - 1899). Swą karierę literacką rozpoczął od wydania życiorysu duńskiego poety Steena Blichera (1903–1904). Jego pierwsza powieść pojawiła się w 1904, a w 1905 i 1906 zbiory poezji, m.in. Fri Felt (”Wolne pole”) i Rugens Sange (”Pieśni zboża”), które stały się bardzo popularne po napisaniu do nich muzyki przez duńskiego kompozytora Carla Nielsena. 
Jego liryka była inspirowana krajobrazem i ludową kulturą Jutlandii (→ "realizm jutlandzki"). Pisał w dialekcie jutlandzkim powieści z życia robotników rolnych tego regionu, których pracę obserwował podczas dorastania w gospodarstwie rolnym w Jutlandii. Poruszał ważne problemy wsi i walczył o prawa tych ludzi (m.in. Vredens børn ("Dzieci gniewu") - 1904, Arbejdets glæde ("Radość pracy") - 1914). Jego utwory wyróżniają się odrębnością, jędrnym językiem, antyklerykalizmem i plastyką opisu. 
Powieść Vredens børn ("Dzieci gniewu") wywołała publiczną dyskusję i przyczyniła się do wprowadzenia niewielkich reform społecznych na wsi, mających na celu polepszenie bytu robotników rolnych.
Już jako znany literat osiedlił się w powiecie Himmerland, angażując się w upowszechnianie kultury wśród ludności wsi (odczyty, zabawy ludowe) oraz badania etnograficzne z dziejów kultury wsi duńskiej, co zyskało mu dodatkowe uznanie współczesnych.